# Netzabdeckung
Netzabdeckung (englisch network coverage) ist in der Telekommunikation der Versorgungsgrad, den ein Netzwerk innerhalb der Landfläche eines Verkehrsraums erreicht.

## Allgemeines
Die Begriffe Flächendeckung und Versorgungsgrad beziehen sich auf die regionale Abdeckung eines Dienstes. In der Infrastrukturpolitik ist es erwünscht, die Netzabdeckung nicht nur in Ballungsräumen, sondern auch in ländlichen Gebieten mit geringer Bevölkerungsdichte nach Möglichkeit zu gleichen Preisen zu erreichen. Die Netzabdeckung ist ein im Bereich der Mobilfunknetze gebräuchlicher Begriff, der beschreibt, welchen Versorgungsgrad ein Netz in der Fläche erreicht. Eine geringe oder fehlende Netzabdeckung wird als „weißer Fleck“ bezeichnet. 
In ersten Lizenzverträgen war in Deutschland eine minimale Netzabdeckung von 75 % vorgeschrieben. Das bedeutet, dass ein Mobilfunknetz eine Landfläche abdeckt, auf der 75 % der Bevölkerung lebt. Der Begriff des Versorgungsgrades dient dazu, die unterschiedliche Relevanz einzelner Flächenpunkte für die Nutzung eines Dienstes im betreffenden Kriterium zu erfassen.

## Berechnung
Unter der Netzabdeckung ist derjenige Teil der Bevölkerung zu verstehen, der ein Mobilfunknetz nutzt. Es handelt sich um einen prozentual bemessenen geografischen Bereich, in welchem der Funkdienst für Mobilfunkstationen für Senden und Empfangen der sich dort aufhaltenden Bevölkerung zur Verfügung steht.
Jeder Mobilfunkbetreiber gibt eine Netzabdeckungskarte heraus, die nach dem angebotenen Mobilfunkstandard unterteilt ist. Die Bundesnetzagentur als Aufsichtsbehörde aktualisiert die Netzabdeckungskarten aller Mobilfunkbetreiber, woraus sich die Flächenversorgung in Deutschland ergibt. Sie ist unterteilt in die Mobilfunkstandards 2G, 3G, 4G und 5G. 
Der Versorgungsbereich ist dagegen die von einem Mobilfunknetz erreichte Landfläche, unabhängig davon, wie viele Menschen dort leben.  

## Technik
Insbesondere bei Funknetzen ist die Netzabdeckung von der Reichweite einer Funkverbindung abhängig, denn die Reichweite erfasst lediglich eine geografisch begrenzte Fläche, in welcher die Verfügbarkeit eines Funkverkehrs für Mobilfunkstationen durch Senden und Empfangen vorhanden ist. Innerhalb der Reichweite kann ein Senden und Empfangen ohne Netzstörungen erfolgen. 
Die Reichweite ist am geringsten im Pikonetz (Verbindung über Bluetooth), es folgt das Mikronetz mit sehr begrenzter örtlicher Netzreichweite. Das Makronetz besitzt regionale Abdeckung, das Mega- oder Giganetz ist über Satellitenfunk weltumspannend.
Die Übertragung von Sprache (Telefonie) und digitalen Daten (Internet) sind die Hauptanwendungsgebiete des Mobilfunks. In der Telefonie sind die Anforderungen an die Bandbreite gering, an die Reichweite jedoch sehr hoch. Bei der Datenübertragung ist ungünstiger Netzempfang schlecht für die Übertragungsgeschwindigkeit, da er zu einer höheren Fehlerrate führt. Um die Fehlerrate zu senken, wird die Übertragungsrate gesenkt, weshalb die Reichweite von Funksystemen für Datendienste eingeschränkt wird und dadurch die Datenrate auf kurze Distanzen erhöht. Die Reichweite wird erhöht, indem die Bandbreite eingeschränkt wird und umgekehrt.
Die Flächendeckung durch Mobilfunknetze wird durch zelluläre Netzwerke ermöglicht, bei denen Basisstationen Funkzellen bilden. Die Basisstationen wiederum sind über drahtgebundene Wide Area Networks miteinander verbunden, wodurch die Integration mit anderen Netzen erfolgt. Ein Wechsel der Funkzelle ist auch bei bestehender Verbindung möglich, weil entsprechende Handover-Mechanismen vorhanden sind. Heutige Weitverkehrsnetze zielen auf eine landes- und weltweite Netzabdeckung ab.

## Bevölkerungsdichte
Oft wird der Grad der Netzabdeckung nicht auf die Landfläche bezogen, sondern auf den Anteil der Bevölkerung, der im abgedeckten Gebiet wohnt. Deshalb stehen Netzbetreiber stets vor der Herausforderung, welche Netzabdeckung sie mit welcher Technologie erreichen wollen. Insbesondere die Bandbreite für mobile Datendienste erfordert eine bestimmte Technologie und entsprechende Investitionsausgaben.
In Kleinstaaten und Mittelstaaten mit hoher Bevölkerungsdichte lohnt sich eine hohe Netzabdeckung, weil eine Vielzahl von potenziellen Benutzern vorhanden ist. Insbesondere in wenig entwickelten Flächenstaaten mit geringer Bevölkerungsdichte macht sich die Größe der Landfläche durch geringe Netzabdeckung bemerkbar. Fehlende Netzabdeckung ist hier durch Funklöcher erkennbar.

## Statistik
Gemessen an der Netzabdeckung und der Downloadgeschwindigkeit ergeben sich international folgende technischen Daten im 4G-Netz (Auswahl):
| Staat                  | Netzabdeckung in % | Download- Geschwindigkeit in MBit/s |
| ---------------------- | ------------------ | ----------------------------------- |
| Belgien                | 85,1               | 36,1                                |
| Bulgarien              | 74,0               | 33,3                                |
| Dänemark               | 80,5               | 33,1                                |
| Deutschland            | 65,7               | 22,7                                |
| Frankreich             | 68,3               | 25,1                                |
| Kroatien               | 80,4               | 32,2                                |
| Luxemburg              | 80,0               | 29,6                                |
| Niederlande            | 89,6               | 41,1                                |
| Norwegen               | 92,2               | 42,2                                |
| Österreich             | 75,6               | 26,9                                |
| Russland               | 65,1               | 15,8                                |
| Schweden               | 87,3               | 27,6                                |
| Schweiz                | 85,4               | 30,4                                |
| Spanien                | 83,7               | 31,1                                |
| Ungarn                 | 89,3               | 39,2                                |
| Vereinigtes Königreich | 77,3               | 23,1                                |

Von den 36 erfassten Staaten belegte Deutschland nur Rang 31 bzw. 32.

## Entwicklung
Die Bundesnetzagentur hat die Mobilfunknetzbetreiber verpflichtet, bis Dezember 2022 mindestens 98 % der Privathaushalte, alle Bundesautobahnen, die wichtigsten Bundesstraßen und Schienenwege sowie bis Dezember 2024 alle übrigen Bundesstraßen mit mindestens 100 MBit/s zu versorgen. Darüber hinaus sollen bis Ende 2024 alle Landes- und Staatsstraßen, die wichtigsten Seehäfen, das Kernnetz der Wasserstraßen sowie alle übrigen Schienenwege mit mindestens 50 Mbit/s versorgt werden. Ferner sind bis Ende 2022 jeweils 1.000 „5G-Basisstationen“ und 500 Basisstationen mit mindestens 100 Mbit/s in „weißen Flecken“ in Betrieb zu nehmen.

## Abgrenzungen
In Verkehrsnetzen (Straßen-, Schienen- und Wasserstraßennetzen) wird die Netzabdeckung als Netzdichte bezeichnet.
Während ein Funkloch lediglich eine temporäre, standortbedingte Netzstörung bedeutet, fehlt bei „weißen Flecken“ die Netzabdeckung dauerhaft.